# Thiophène
Le thiophène est un composé chimique de formule C4H4S. C'est un composé organosulfuré hétérocyclique de la classe des métalloles. Sa nature aromatique se traduit par un grand nombre de réactions de substitution. Il se présente sous la forme d'un liquide incolore à l'odeur rappelant celle du benzène. Sa chimie rappelle également celle du benzène.
On trouve souvent le thiophène naturellement dans le pétrole, à des concentrations pouvant atteindre 1 à 3 %. Il a également été détecté sur Mars dans des échantillons prélevés dans le cratère Gale et dont le contenu organique évoque le kérogène terrestre.
Le thiophène est un des composés utilisés pour dénaturer l'alcool. Les analogues du thiophène sont par exemple le furane C4H4O, le sélénophène C4H4Se et le pyrrole C4H4NH, qui se distinguent les uns des autres par l'hétéroatome présent dans le cycle.
La réaction de polymérisation du thiophène conduit au polythiophène.

## Chimie
La chimie du thiophène est essentiellement marquée par son caractère aromatique (quatre électrons apportés par les doubles liaisons, deux par le soufre). Le cycle peut donc subir les substitutions électrophiles aromatiques classiquement rencontrées sur les aromatiques, telles les halogénations, les réactions de Friedel-Crafts (rarement en présence de chlorure d'aluminium AlCl3, qui a tendance à favoriser des polymérisations par ouverture du cycle, néanmoins), des formylations de Wilsmeier-Haack, …
De par la présence du soufre, les substitutions sont fortement orientées sur les carbones 2 et 5, et il est quasiment impossible d'orienter une réaction en position 3 ou 4 si ces deux positions ne sont pas déjà occupées. Une exception notable est par exemple l'isomérisation du 2-bromothiophène en 3-bromothiophène en présence de silice acide.
Le thiophène est cependant nettement plus fragile qu'un aromatique simple, et peut subir des réactions de dégradation en présence d'acide fort (notamment l'acide sulfurique H2SO4) ou d'acide de Lewis (AlCl3).
L'hydrogénation des doubles liaisons est nettement plus simple que sur le benzène, mais il est très difficile de s'arrêter à une seule réaction.